# Sandra Lee
Sandra Siew Pin Lee, MD, född 20 december 1970 i Queens i New York, är en amerikansk dermatolog och youtubare. Hon är mest känd för sina internetklipp och sin TV-serie om Dr. Pimple Popper.
Hon är bosatt i Upland, Kalifornien.